# Grässnultra
Grässnultra (Centrolabrus exoletus), en fisk i familjen läppfiskar.

## Utseende
Grässnultran är brokig i olika bruna och blåa färger som varierar mellan olika individer. Den har ofta linjer i alternerande brunrött och blått kring munnen. Den kan bli upp till 20 centimeter lång och kan väga upp till 500 gram.

## Utbredning
Utbredningsområdet sträcker sig från portugisiska kusten till norra Frankrike och västra Brittiska öarna samt Öresund och södra Norge.

## Vanor
Lever nära kusten i alg- och tångbeväxta områden med stenig botten. De äldre fiskarna håller sig på något större djup, upp till 25 meter, än de unga.
Grässnultran livnär sig av smådjur som blötdjur och små kräftdjur. Putsar andra fiskar genom att plocka parasiter från dem.
Leker under sommaren. De klibbiga äggen, upp till 1 000, lägges i ett rede av tång som hanen försvarar.